# Dolmens d'Arc-en-Barrois
Les dolmens d'Arc-en-Barrois sont un ensemble de dix-sept dolmens répartis en trois groupes distincts situés sur la commune d'Arc-en-Barrois, dans le département de la Haute-Marne.

## Groupe du Champ des Perches
Ce groupe comprend deux dolmens. Le premier est inclus dans un tumulus. La chambre mesure environ 1,60 m de longueur sur 0,70 m de largeur. Le pilier nord, brisé en deux parties, a basculé à l'intérieur de la chambre. La table de couverture est renversée sur le tumulus. Le second dolmen comporte encore deux dalles accolées et une table de couverture gisant à environ 1 m de distance. Le tumulus mesure environ 12 m de diamètre.

## Groupe de la Ferme de Sautreuil
C'est le plus important des trois groupes, il comprend une dizaine d'édifices en très mauvais état, endommagés par les travaux forestiers et l'emport de nombreuses dalles au XIXe siècle pour des usages ménagers ou agricoles. Le dolmen le mieux conservé comporte une chambre d'environ 3 m de longueur sur 1,25 m de largeur orientée nord-sud. Les orthostates du côté ouest sont inclinés vers l'intérieur de la chambre. Côté est, un pilier mesure 1,80 m de hauteur. Il est surmonté d'un bloc creusé en auge placé dans cette position à une date récente. Ce dolmen a été fouillé par G. Bourgeois en 1903. Il y découvrit une vingtaine de dents humaines, des tessons de céramique, deux pendeloques en dent de sanglier et des charbons de bois.
A peu de distance du dolmen, un petit coffre mégalithique est visible. D'une superficie d'environ 1 m2, il est recouvert d'une dalle inclinée.

## Groupe de la voie romaine
Ce troisième groupe, situé au nord-ouest des deux autres, comprend six édifices dont trois inclus dans un tumulus de forme allongée.